# Max Poll
Max Fernand Léon Poll (Ruisbroek, 21 juli 1908 - Ukkel, 13 maart 1991) was een Belgisch ichtyoloog. Hij bestudeerde in het bijzonder de Afrikaanse cichliden.

## Leven en werk
Max Poll was de zoon van een arts en een lerares. Zijn grootvader langs moederszijde, de Vlaamse auteur Isidoor Teirlinck, was leraar wis- en natuurkunde aan de normaalschool Karel Buls. Teirlinck, een bekend botanicus, wijdde zijn kleinzoon in in de leer en het onderzoek van de natuurwetenschappen.
Poll volgde middelbaar onderwijs aan het atheneum van Sint-Gillis en ging in 1926 zoölogische wetenschappen studeren aan de Université libre de Bruxelles. Hij specialiseerde er zich in de entomologie en behaalde er in 1931 zijn doctoraat met een proefschrift over de buis van Malpighi bij de kevers.
Hij was tot 1933 assistent van professor Auguste Lameere aan de Brusselse universiteit en werd daarna vorser bij het Nationaal Fonds voor Wetenschappelijk Onderzoek. Poll werd tegelijkertijd gedetacheerd naar het Koninklijk Museum voor Midden-Afrika in Tervuren. In 1935 werd hij assistent van Paul Brien aan de ULB waar hij verder onderzoek deed naar de buis van Malpighi bij kevers.
In 1938 werd Poll benoemd als administratief medewerker aan het museum van Tervuren. Directeur Henri Schouteden vroeg hem om zich vooral te richten op de studie van de Afrikaanse cichliden. Hij bestudeerde en beschreef talrijke nieuwe visgeslachten en vissoorten die Schouteden meebracht van zijn talrijke expedities in Afrika. In 1943 werd hij benoemd tot conservator in het museum.
Het duurde nog tot 1946 vooraleer Poll zelf op expeditie ging. Victor Van Straelen, directeur van het Koninklijk Natuurhistorisch Museum, organiseerde een hydrobiologische expeditie naar het Tanganyikameer waaraan hij deelnam. In 1948 nam hij deel aan een oceanografische expeditie aan boord van een trawler om het visbestand aan de Afrikaanse kusten van de Atlantische Oceaan te bestuderen. Latere expedities vonden nog plaats, onder meer in 1958-1959 op de Stanley Pool in Congo.
In 1954 werd Poll docent aan de Brusselse universiteit waar hij de systematische zoölogie onderwees. Hij bleef zijn academische carrière combineren met zijn functie in het Museum voor Midden-Afrika in Tervuren. In 1959 werd hij benoemd tot hoogleraar en bleef in functie tot aan zijn emeritaat in 1978.
Aan het Tervuurse museum was hij in 1967 benoemd tot departementshoofd van de afdeling Afrikaanse zoölogie. Hij bleef dit tot aan zijn pensioen in 1973. Hij was de motor van talrijke uitwisselingen van collecties met musea over de hele wereld en meer in het bijzonder met het Natural History Museum in Londen en het Muséum national d'histoire naturelle in Parijs.
Poll schreef ruim 200 wetenschappelijke publicaties en beschreef 7 nieuwe families, 10 nieuwe taxa, 43 nieuwe geslachten en 390 nieuwe soorten die door hem werden ontdekt tijdens zijn expedities of hem werden toegezonden door anderen. Verscheidene geslachten zoals de Pollichthys en soorten zoals de Bathysolea polli, Polyipnus polli en de Uranoscopus polli werden naar hem vernoemd.
Hij was sinds 1958 lid van de Koninklijke Academie voor Overzeese Wetenschappen. In 1962 werd hij correspondent en in 1974 lid van de Académie royale des sciences, des lettres et des beaux-arts de Belgique. Hij was eveneens erelid van de American Society of Ichthyologists and Herpetologists.
- Biblioteca Nacional de España: XX1208500
- Bibliothèque nationale de France: cb12850681b (data)
- Gemeinsame Normdatei: 124384870
- International Standard Name Identifier: 0000 0000 8377 1193
- Library of Congress Control Number: n85341618
- Nationale Bibliotheek van Tsjechië: mzk2013776103
- Nationale Bibliotheek van Israël: 987007360303405171
- Nederlandse Thesaurus van Auteursnamen: 07299214X
- SNAC: w6tm78k2
- Système universitaire de documentation: 084447893
- Virtual International Authority File: 42769931
- WorldCat: E39PBJg8K3YJVBYCTBWDd3vbVC